# 1월 3일
1월 3일은 그레고리력으로 3번째 날에 해당한다.

## 사건
- 1521년 - 교황 레오 10세가 마르틴 루터를 파문하였다.
- 1594년 - 송유진의 난 발생
- 1868년 - 일본이 왕정 복고를 선포하여 에도 막부가 종식되었다.
- 1918년 - 핀란드 독립.
- 1959년 - 알래스카주가 미국의 49번째 주가 되었다.
- 1999년 - 미국이 화성탐사선 랜더호를 발사하다.
- 2002년 - 유로화 발행 3일만에 독일과 아일랜드 등에서 위조된 유로화가 대량 발견되었다.
- 2004년 - 이집트의 민간 항공사 플래시 에어의 보잉 737 전세기가 홍해에 추락, 탑승자 148명 전원이 사망하다.
- 2005년 - 철산역에서 서울 지하철 7호선에서 화재가 발생하다. (서울 지하철 7호선 방화 사건)
- 2006년
  - 오전 4시 10분부터 경북 칠곡군 지천면 심천리 건령산 부근에서 원인이 밝혀지지 않은 산불이 났다.
  - 베네수엘라 대통령 우고 차베스가 피델 카스트로 쿠바 국가평의회 의장을 만나다.
- 2008년 - 미국 아이오와주에서 열린 2008년 미국 대통령 선거(제44대)를 위한 지역별 순회경선에서 버락 오바마(민주)와 마이크 허커비(공화)가 승리하다.
- 2009년 - 대한민국 김형오 국회의장이 민주당과 민주노동당의 국회농성을 진압하기 위해 국회 경위 등을 투입했다.
- 2010년 - 페루의 대통령 알베르토 후지모리가 페루에서 징역 25년형을 선고받다.
- 2011년 - 교황 베네딕토 16세가 2011년 1월 1일에 있었던 이집트에서 발생한 폭탄 테러를 강하게 규탄하다.
- 2014년 - 캄보디아 프놈펜에서 훈센 정권을 퇴진을 요구하는 시위가 발생하였다. 경찰의 발포로 5명이 사망하였고, 20여명이 부상당하였다.
- 2016년
  - 서해안고속도로에서 안개로 인해 17중 추돌사고가 발생하였다.
  - 사우디아라비아가 이란과의 국교를 단절하였다.
- 2022년 - 방역패스의 유효기간이 적용되기 시작하였다.
- 2024년
  - 미국 아이오와주의 페리 고등학교에서 총기난사 사건이 발생해 3명이 숨지고 6명이 부상당했다.[1]
  - 괌 투몬에서 한국인 피격 사건이 발생해 1명이 사망했다.[2]
  - 라오스의 왕위앙에서 한국인이 버기카를 타던 도중 사망했다.[3]
  - 충북 청주시의 오리온 공장에서 만든 카스타드에서 황색포도상구균이 검출되었다.[4]

## 문화
- 2005년 - MBC 문화방송이 CI를 새로 도입하다.
- 2019년 - 인류 최초로 달 뒷면에 중국의 창어 4호가 착륙했다.
- 2020년 - tvN의 예능 프로그램 신서유기 시즌7 종영
- 2021년 - KBS 제3라디오 연속낭독의 종영일이자 26년 만에 폐지되었다.

## 탄생
- 기원전 106년 - 고대 로마의 웅변가 마르쿠스 툴리우스 키케로. (~기원전 43년)
- 1502년 - 조선 중기의 문신, 학자 이황. (~1571년)
- 1660년 - 청나라의 제3대 황제 기수. (~1665년)
- 1754년 - 미국의 정치인 대니얼 로저스. (~1806년)
- 1836년 - 일본의 무사, 사업가 사카모토 료마. (~1867년)
- 1860년 - 일본의 정치인, 총리 대신 가토 다카아키. (~1926년)
- 1879년 - 리투아니아의 정치가 스테포나스 카이리스. (~1964년)
- 1892년 - 영국의 소설가 J. R. R. 톨킨. (~1973년)
- 1901년 - 남베트남의 정치인 응오딘지엠. (~1963년)
- 1907년 - 웨일스의 배우 레이 밀랜드. (~1986년)
- 1910년 - 대한민국의 정치인 유승준. (~1983년)
- 1917년 - 북한의 영화 배우 문예봉. (~1999년)
- 1919년 - 대한제국 황실 사동궁 사손이며 前 대한민국의 공무원 이곤. (~1984년)
- 1921년 - 프랑스의 기하학자 장루이 코쥘. (~2018년)
- 1922년
  - 대한민국의 소설가, 작가, 언론인 선우휘. (~1986년)
  - 대한민국의 축구인 한창화. (~2006년)
- 1924년 - 대한민국의 군인 현시학. (~1989년)
- 1926년 - 영국의 음반 프로듀서 조지 마틴. (~2016년)
- 1929년
  - 인텔의 공동창립자, 전임회장, 전임최고경영자,명예회장 고든 무어. (~2023년)
  - 이탈리아의 영화감독 세르조 레오네. (~1989년)
- 1930년
  - 대한민국의 군인 겸 정치가 이병문. (~2019년)
  - 미국의 배우 에디 이건. (~1995년)
  - 미국의 배우 로버트 로자. (~2015년)
  - 미국의 배우 마라 코데이. (~2025년)
- 1932년 - 미국의 배우 대브니 콜먼. (~2024년)
- 1938년 - 미국의 배우 톰 바우어. (~2024년)
- 1939년 - 대한민국의 전 방송 기자 박영진.
- 1940년 - 일본의 레슬링 선수 하나하라 쓰토무. (~2024년)
- 1942년
  - 대한민국의 정치인 강동연. (~2004년)
  - 헝가리의 정치인 쇼욤 라슬로. (~2023년)
- 1949년 - 대한민국의 배우 이규현.
- 1950년
  - 대한민국의 시인 정호승.
  - 대한민국의 지리학자 최창조. (~2024년)
- 세르비아의 항공 승무원 베스나 불로비치. (~2016년)
- 1953년 - 레바논의 모델 주르지나 리즈크.
- 1954년 - 대한민국의 대한민국의 기자, 정치인 김기만.
- 1956년 - 오스트레일리아 출신 미국 배우 멜 깁슨.
- 1957년
  - 대한민국의 트로트 가수 최진희.
  - 대한민국의 정치인 이우현.
- 1958년 - 대한민국의 영화 감독 심형래.
- 1960년 - 대한민국의 문학 겸 정치인 정도상.
- 1963년
  - 대한민국의 기자 배재성.
  - 대한민국의 부산광역시의원 김영희.
- 1964년 - 대한민국의 바둑 기사 박승문.
- 1965년
  - 대한민국의 배우 성민수.
  - 대한민국의 축구 선수 김종부.
- 1966년
  - 대한민국의 방송인 이금희.
  - 대한민국의 희극인 김용.
- 1967년 - 대한민국의 사격 선수 이은철.
- 1968년
  - 대한민국의 성우 최원형.
  - 이탈리아의 사격 선수 엔니오 팔코.
- 1969년 - 독일의 자동차 경주 선수 미하엘 슈마허.
- 1970년
  - 대한민국의 방송 작가 박계옥.
  - 한국계 미국인 삽화가 겸 동화 작가 크리스 순피트.
  - 미국의 배우, 감독, 각본가 맷 로스.
- 1973년 - 대한민국의 전 야구 선수 김민재.
- 1974년
  - 대한민국의 배우 신은정.
  - 일본의 성우 이토 겐타로.
- 1975년
  - 루마니아의 펜싱 선수 록사나 스카를라트.
  - 일본의 시나리오, 작사, 작곡가 마에다 준.
  - 프랑스의 전자 음악가 토마 방갈테르 (다프트 펑크).
- 1976년
  - 대한민국의 전 배우 김태연.
  - 대한민국의 테니스 선수 이형택.
  - 대한민국의 희극인 김효진.
- 1977년 - 일본의 가수 이이즈카 마유미.
- 1978년
  - 대한민국의 배우 박솔미.
  - 쿠바의 역도 선수 요르다니스 보레로.
- 1979년
  - 대한민국의 배우 강말금.
  - 일본의 성우 타나카 리에.
  - 대한민국의 전 아나운서 위서현.
  - 브라질의 축구 선수 루카스 세베리누.
- 1980년
  - 대한민국의 희극인, 리포터 윤형빈.
  - 대한민국의 성우 이동훈.
  - 미국의 싱어송라이터 커트 바일.
- 1982년
  - 대한민국의 가수, 배우 박지윤.
  - 이탈리아의 사격 선수 루카 테스코니.
- 1984년
  - 대한민국의 배우 이완.
  - 대한민국의 배우 나석민.
  - 대한민국의 배우 김하은.
  - 일본의 성우 하시모토 마이.
  - 대한민국의 전직 스타크래프트 프로게이머 최우범.
- 1985년 - 대한민국의 인터넷 방송인, 유튜버 윰댕.
- 1986년
  - 대한민국의 성우 이보희.
  - 미국의 싱어송라이터 로이드.
  - 대한민국의 배우 이은채.
  - 대한민국의 트랜스젠더 여성 유튜버 파니.
- 1987년
  - 대한민국의 야구 선수 모상기.
  - 대한민국의 배우 김옥빈.
- 1988년 - 북아일랜드의 축구 선수 조니 에번스.
- 1989년
  - 대한민국의 야구 선수 김성현.
  - 일본의 가수 우메다 아야카. (AKB48)
  - 일본의 체조 선수 우치무라 고헤이.
  - 스페인의 축구 선수 조르디 마시프.
- 1990년
  - 대한민국의 가수 소유찬.
  - 대한민국의 축구 선수 김정현.
- 1991년
  - 대한민국의 가수 구하라 (카라). (~2019년)
  - 대한민국의 전 아나운서, 방송인 조유영.
  - 미국의 농구 선수 다리우스 모리스. (~2024년)
  - 핀란드의 아이스하키 선수 요나스 내티넨.
- 1992년
  - 대한민국의 아나운서 박소현.
  - 대한민국의 축구 선수 금교진.
  - 대한민국의 야구 선수 김호은.
- 1993년
  - 대한민국의 전 가수 민희. (스텔라)
  - 대한민국의 야구 선수 한승혁.
  - 대한민국의 유튜버 하늘.
- 1994년
  - 대한민국의 야구 선수 최항.
  - 대한민국의 야구 선수 김융.
  - 대한민국의 축구 선수 김시우.
- 1995년
  - 대한민국의 가수, 배우 김설현 (AOA).
  - 대한민국의 가수 지수 (블랙핑크).
- 1996년
  - 대한민국의 배우 설인아.
  - 영국의 배우 플로렌스 퓨.
  - 대한민국의 가수 지헤라.
- 1997년
  - 대한민국의 가수 김동혁 (IKON).
  - 대한민국의 가수 제인 (모모랜드).
  - 대한민국의 유튜버 양팡.
  - 브라질의 축구 선수 에릭 파리아스.
- 1998년
  - 대한민국의 가수 Ranunculus.
  - 대한민국의 프로게이머 크러쉬. (~2025년)
  - 중화인민공화국의 체조 선수 쩌우징위안.
- 1999년 - 스페인의 가수 아마이아 로메로.
- 2000년
  - 대한민국의 야구 선수 김기훈.
  - 대한민국의 야구 선수 이명기.
  - 대한민국의 피겨스케이팅 선수 김나현.
- 2001년 - 대한민국의 가수 박태용.
- 2002년 - 대한민국의 바둑 기사 김선기.
- 2003년 - 스웨덴의 환경운동가 그레타 툰베리.
- 2004년
  - 일본의 아이돌 마츠오 미유 (노기자카46).
  - 캐나다의 프리스타일 스키 선수 미아 퐁텐.
- 2007년
  - 대한민국의 배우 조휘준.
  - 대한민국의 배우 길정우.

### 미상
- 대한민국의 가수 김서영.

## 사망
- 1497년 - 에르콜레 1세 데스테의 딸이자 밀라노의 공작부인 베아트리체 데스테. (1475년~)
- 1571년 - 조선 중기의 문신, 학자 이황. (1502년~)

- 1903년 - 아돌프 히틀러의 아버지 알로이스 히틀러. (1837년~)
- 1923년 - 체코의 작가 야로슬라프 하셰크. (1883년~)
- 1967년 - 미국의 사업가, 범죄자 잭 루비. (1911년~)
- 1977년 - 조선민주주의인민공화국의 문인 송영. (1903년~)
- 2003년 - 프랑스의 작가 모니크 비티그. (1935년~)
- 2006년 - 일본의 군인 아즈마 시로. (1912년~)
- 2007년 - 조선민주주의인민공화국의 외무상 백남순. (1929년~)
- 2008년 - 대한민국의 권투 선수 최요삼.
- 2016년
  - 대한민국의 만화가 이상무. (1946년~)
  - 미국의 외교관 스티븐 보즈워스. (1939년~)
  - 영국의 봅슬레이 선수 고머 로이드. (1947년~)
- 2019년 - 중국의 범죄자 가오청융. (1964년~)
- 2020년
  - 미국의 영화배우 로버트 블랑체. (1962년~)
  - 이란의 군인 가셈 솔레이마니. (1957년~)
  - 이라크의 공학자 아부 마흐디 알무한디스. (1954년~)
- 2022년
  - 조지아의 육상 선수 빅토르 사네예프. (1945년~)
  - 프랑스의 쌍둥이 보그다노프 형제. (1949년~)
  - 대한민국의 시인 추영수. (1937년~)
- 2025년
  - 대한민국의 통계학자 김재주. (1936년~)
  - 미국의 산악학자 리처드 B. 헤이스. (1948년~)
  - 대한민국의 배우 송일근. (1922년~)
  - 대한민국의 법조인 최상엽. (1937년~)
  - 일본의 건축가 하라 히로시. (1936년~)

## 기념일
- 타마세세리(玉せせり) 축제: 하코자키 신사, 후쿠오카시, 일본

## 같이 보기
- 전날: 1월 2일 다음날: 1월 4일 - 전달: 12월 3일 다음달: 2월 3일
- 음력: 1월 3일
- 모두 보기

1. ↑  Paquette, Danielle (2024년 1월 5일). “Terror in small-town Iowa as gunfire erupts at Perry High School”. 《Washington Post》 (미국 영어). ISSN 0190-8286. 2024년 2월 11일에 확인함.
2. ↑  박의래 (2024년 1월 5일). “한국 관광객 1명 괌에서 총기 피격으로 사망…교민사회 '충격'(종합)”. 2024년 2월 11일에 확인함.
3. ↑  김민형 (2024년 1월 4일). “라오스서 '버기카' 타던 한국인 관광객 1명 사망”. 2024년 2월 11일에 확인함.
4. ↑  김윤주 (2024년 1월 3일). “오리온 카스타드서 식중독균 검출…식약처 회수 조처”. 2024년 2월 11일에 확인함.